# Camponotus pallidiceps
Camponotus pallidiceps é uma espécie de inseto do gênero Camponotus, pertencente à família Formicidae.